# Danhe-Brücke
Die Danhe-Brücke (chinesisch 丹河大桥, Pinyin Dān hé dàqiáo) in der Provinz Shanxi der China ist die Steinbogenbrücke mit der größten Stützweite der Welt. Sie liegt ungefähr 25 km östlich der Stadt Jincheng im Süden der Provinz und überführt die vierspurige Autobahn Jincheng–Xinxiang über den Dan-Fluss, der an der Stelle der Querung zu einem Stausee aufgestaut ist.
Das gesamte Bauwerk ist 413,7 m lang und hat acht Öffnungen, wobei sich an den Hauptbogen mit einer Stützweite von 146 m westlich zwei Bogen und östlich fünf mit einer Stützweite von 30 m anschließen. Der Hauptbogen hat eine Pfeilhöhe von 32,4 Meter und ist bei den Widerlagern 3,5 Meter, am Scheitel noch 2,5 Meter dick. Auf den Hauptbogen sind 14 Spandrillenbogen mit einer Stützweite von 9,4 Meter aufgesetzt. Für die Brücke wurden 34.409 Steine verwendet. Der Hauptbogen wurde auf einem riesigen stählernen Lehrgerüst aufgebaut.
In China befinden sich die zwanzig längsten Steinbogenbrücken der Welt, weil sich diese Bauart nur bei geringen Arbeitskosten umsetzen lässt. Die Anwendung einer Steinbogenbrücke für die Überführung einer Autobahn ist außergewöhnlich.